# Somlóvecse
Somlóvecse es un pueblo ubicado en el distrito de Devecser, en el condado de Veszprém, Hungría.

## Superficie
Posee una superficie de 4,930 kilómetros cuadrados.

## Demografía
Hasta 2019 la población era de 48 habitantes, con una densidad de población de 9,736 habitantes por kilómetro cuadrado.